# Copa Cantabria de Bolo Palma 2009
La Copa Cantabria-Trofeo Presidente, organizada por la Federación Cántabra, se disputó a eliminatorias de ida y vuelta entre peñas de Cantabria. La final se jugó a un solo encuentro en Roiz, el 14 de julio.

## Desarrollo
Treintaidosavos de final (24 equipos exentos esta eliminatoria)
- J. Cuesta 7-2 La Portilla
- Boo 7-6 Mali
- Solcantabria 7-5 Calixto García
- San José Rocacero 5-7 Nautilus
- La Concha 6-7 Salcedo
- Los Remedios 7-4 Oruña
- Sobarzo (2ªE) 7-5 Cabezón
- Pámanes 7-4 Sobarzo

Dieciseisavos de final
- Los Remedios 2-10 Puertas Roper
- Nansa 4-8 Quijano
- Tanos 1-11 Pontejos
- Cajo 1-7 Comillas
- Solcantabria 4-8 Ribamontán al Mar
- Salcedo 1-10 Velo
- Peñacastillo 0-7 Hnos Borbolla
- Sobarzo (2ªE) 0-12 Riotuerto
- Nueva Ciudad 3-8 Casa Sampedro
- Laredo 6-7 La Carmencita
- Prado San Roque 3-9 Renedo
- J. Cuesta 2-10 La Rasilla
- Nautilus 4-8 Torrelavega
- Boo 6-7 Manuel Mora
- Pámanes 7-6 Cóbreces
- El Carmen 2-9 Anievas

Octavos de final
- Velo 3-7 Manuel Mora
- Anievas 6-7 Renedo
- Pámanes 3-9 Quijano
- La Carmencita 4-8 Riotuerto
- Comillas 6-7 La Rasilla
- Casa Sampedro7-3 Ribamontán al Mar
- Puertas Roper 8-4 Hnos. Borbolla
- Pontejos 4-7 Torrelavega

Cuartos de final
- Renedo 4-8 La Rasilla
- Manuel Mora 0-7 Riotuerto
- Quijano 4-8 Puertas Roper
- Torrelavega 7-5 Casa Sampedro

Semifinales
- Puertas Roper 7-4 Riotuerto
- La Rasilla 7-5 Torrelavega

Final
- Puertas Roper 4-1 La Rasilla

La Peña Bolística Maliaño-Puertas Roper logró su 15º título de la competición, tras los logrados en 1986, 1987, 1988, 1990, 1991, 1995, 1997, 1999, 2000, 2002, 2003, 2006, 2007 y 2008, y se hizo con su cuarta Copa consecutiva.